# الکساندر دوبروسکوک
الکساندر دوبروسکوک (روسی: Александр Михайлович Доброскок؛ زادهٔ ۱۲ ژوئن ۱۹۸۲) از برندگان مدال‌های بازی‌های المپیک تابستانی و شیرجه‌رو اهل روسیه است.